# Głowienka wielkokwiatowa
Głowienka wielkokwiatowa (Prunella grandiflora (L.) Turra) – gatunek rośliny wieloletniej z rodzaju głowienka z rodziny jasnotowatych. Rośnie w Europie, w tym także w Polsce, w miejscach słonecznych i suchych.

## Rozmieszczenie geograficzne
Występuje w Europie od Portugalii po Ural, na południu sięgając po Włochy, Grecję i Kaukaz, a na północy po Danię, Szwecję i kraje bałtyckie. W Wielkiej Brytanii rośnie introdukowany. W Polsce spotykany głównie w pasie wyżyn, na Nizinie Śląskiej, wzdłuż dolin dolnej Wisły i Odry, poza tym na rozproszonych stanowiskach na pozostałych obszarach niżu.

## Morfologia

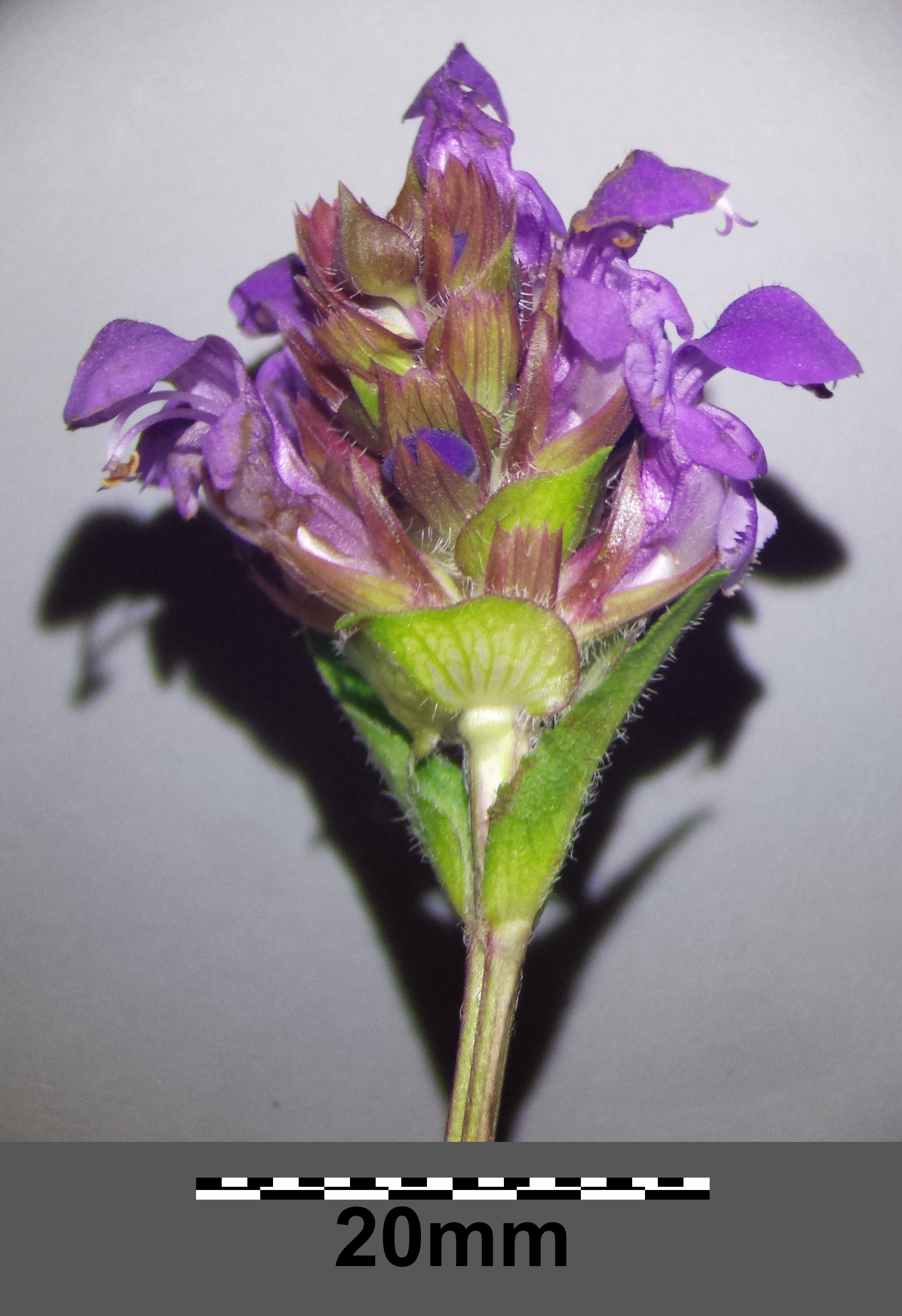
Kwiatostan

ŁodygaWzniesiona, owłosiona.
LiściePodługowato-jajowate, całobrzegie lub słabo karbowane, górne nierzadko również pierzastodzielne, około 3–6 cm długie i 1–2,5 cm szerokie.
KwiatyNiebieskofioletowe kwiaty o 2–2,5 cm długiej koronie i z zakrzywioną rurką. Warga górna hełmiasta.
Gatunki podobneOd innych głowienek występujących w Europie Środkowej różni się wielkością kwiatów osiągających ponad 2 cm długości (u innych kwiaty osiągają do 1,7 cm) i rozwojem kwiatostanu na łodydze z odsuniętą od niego parą liści. Górne ząbki kielicha są trójkątne (równie długie jak szerokie), podczas gdy u innych ząbki te są ok. 2 × szersze niż dłuższe.

## Biologia i ekologia
Bylina, hemikryptofit. Kwitnie od czerwca do sierpnia. Siedlisko: suche murawy i ubogie murawy nawapienne, słoneczne, widne lasy i brzegi lasów. Chętnie na glebach próchniczych i zawierających wapń.

## Zmienność
Tworzy mieszańce z głowienką pospolitą i kremową.

## Zagrożenia i ochrona
Umieszczona na polskiej czerwonej liście w kategorii NT (bliski zagrożenia).